# Castelo de Castelo Novo
O Castelo de Castelo Novo localiza-se em Castelo Novo, no Município do Fundão, Distrito de Castelo Branco, em Portugal.
Erguido sobre um afloramento rochoso na vertente leste da chamada serra da Gardunha, constituía-se no pólo militar em torno do qual se desenvolveu a povoação de Castelo Novo, sucessora da de Castelo Velho, no topo da serra. Castelo Novo, atualmente, integra o Programa Aldeias Históricas.

## História

### O castelo medieval
A sua existência será anterior ao início do século XIII, uma vez que o castelo se encontra referido tanto no testamento de D. Pedro Guterres (8 de Janeiro de 1221) como no foral de Lardosa. Encontra-se ligado ainda à presença da Ordem dos Templários na região, razão pela qual alguns autores atribuem a sua edificação ao Mestre da Ordem, D. Gualdim Pais, sob o reinado de D. Sancho I (1185-1211).
Ao final do século XIV, o rei D. Dinis (1279-1325) determinou reforçar as suas defesas, hipótese que se fundamenta na constatação de vestígios de adarves e ameias dionisinas em um troço das muralhas. A partir desta época, teria sido abandonado o chamado Castelo Velho, no topo da serra.
Embora haja registro de que no ano de 1500 o pedreiro Luís de Cáceres trabalhava nas obras do castelo, a informação da Comenda, datada de 1505, reportava o seu estado, que apenas inspirava cuidados pontuais:
- em parte da barbacã na entrada, derruída;
- no portal de pedra da entrada, sem portas;
- em um troço da cerca interna, sem portas e derruído junto à torre de menagem.

Talvez por essa razão, D. Manuel I (1495-1521) tenha lhe determinado melhoramentos (1510). Sob o reinado de seu sucessor, D. João III (1521-1557), a torre sineira já se encontrava provida de sinos (1537).

### Do terramoto de 1755 aos nossos dias
Transcorridos quase dois séculos e meio, o Juiz que procedia à atualização dos bens da Comenda, com o Procurador e mediadores da mesma, refere que o castelo se encontrava quase em ruína (1704). Ainda nesse século, as "Memórias Paroquiais de 1758" dão conta de que o terramoto de 1755 lhe provocara derrocadas.
No século XX, embora fichado pela Direcção-Geral dos Edifícios e Monumentos Nacionais, que lhe procedeu obras de consolidação e restauro nos panos de muralha entre 1938 e 1939, retomadas em 1942, o conjunto não se encontra classificado quer como Monumento Nacional, quer como Imóvel de Interesse Público nem em Vias de Classificação.
Recentemente, entre 2002 e 2004, foram desenvolvidas três campanhas de escavações arqueológicas no castelo a cargo da Arqueonova, no âmbito do Programa Aldeias Históricas de Portugal, que colocaram a descoberto centenas de vestígios da sua ocupação medieval, entre a sua construção no século XII e o seu abandono por volta do século XVII. Moedas portuguesas dos reinados de D. Sancho I (1169-1210) até ao de D. João III (1521-1557), peças metálicas em ferro e em cobre, e peças de cerâmica, entre outras podem ser apreciadas a partir de 2005 no Núcleo Museológico de Castelo Novo, nas dependências da antiga Casa da Câmara, requalificada como museu histórico-arqueológico.

## Características
Exemplar da arquitectura militar no estilo gótico e manuelino em Portugal, na cota de 640 a 650 metros acima do nível do mar, o castelo apresenta planta irregular orgânica no sentido longitudinal. Em seus muros rasgam-se duas portas, a Leste e a Oeste, acreditando-se que exista uma terceira, ainda oculta por alguma edificação mais recente no troço Norte. No troço Oeste encontram-se adarves, ameias e merlões em bom estado de conservação.
O portão principal, a Oeste, em arco apontado, de cantaria de granito, é guarnecido por duas torres. Uma delas no formato de um cubelo dispõe os Mata-cães sobre a entrada. A porta a leste, em arco de volta perfeita, também é em cantaria de granito.
Na Praça de Armas, erguem-se a torre sineira e a Torre de Menagem, ambas de planta quadrada e sem construções adossadas. A primeira é rematada com cornijas e quatro gárgulas nos ângulos, com cobertura em falsa abóbada e dois registros divididos por cornijas. É acessada por duas portas de verga reta, com moldura em cantaria de granito, a Leste e a Oeste. Dois postigos rasgam-se na face oeste. No topo, quatro sineiras em arco de volta perfeita, a do alçado Leste ainda com o seu sino e, abaixo, um relógio. A Torre de Menagem apresenta ruína no topo, podendo-se inferir a sua primitiva altura pela existência de gárgulas remanescentes na face Lleste.
Vizinhas ao castelo localizam-se as edificações dos Paços do Concelho (antiga Casa da Câmara), da Capela de Santo António e da Igreja Matriz.